# Paolo Pochesci
Paolo Pochesci (Frascati, 26 maggio 1961) è un dirigente sportivo, allenatore di calcio ed ex calciatore italiano, di ruolo terzino.

## Carriera

### Giocatore
Cresciuto nelle giovanili della Lazio, disputa quattro stagioni in maglia biancoceleste. Nel 1983 viene ceduto all'Ascoli, in seguito milita nel Campobasso, nel Brindisi e nella Ternana per cinque stagioni. Vanta inoltre una presenza con la maglia della nazionale militare.

### Dopo il ritiro
Una volta terminata la carriera da calciatore si cimenta in quelle da osservatore (incarico ricoperto alla Ternana per due anni), allenatore (Monterotondo) e dirigente,  entrando dal 2006 al 2014 nel settore giovanile della Lazio in veste di responsabile della scuola calcio. 
Dal 2016 al 2020 è consulente tecnico del Fc Frascati,di cui è stato tra i fondatori ed in seguito nuovamente dirigente alla Lazio. 
Pochesci si è dilettato anche nel ruolo di commentatore televisivo ed opinionista sportivo per l'emittente tematica Lazio Style Channel.

## Palmarès

### Giocatore

#### Competizioni giovanili
- Coppa Italia Primavera: 1

Lazio: 1978-1979

#### Competizioni nazionali
- Campionato italiano di Serie B: 1

Ascoli: 1985-1986
- Campionato italiano Serie C1: 1

Ternana: 1991-1992 (girone B)